# Pogoń Szczecin
MKS Pogoń Szczecin este un club de fotbal din Szczecin, Polonia. Clubul a fost fondat în 1948, de către polonezii din Lwów (în prezent Lviv, Ucraina), care s-au refugiat în Polonia după anexarea sovietică a teritoriilor estice poloneze în 1945. Fondatorii echipei Pogoń Szczecin au fost anterior suporteri ai lui Pogoń Lwów, și culorile noului club le reflectă pe cele ale vechiului club.
În prezent echipa evoluează în Ekstraklasa, eșalonul superior al fotbalului polonez.

## Jucători notabili
| - Dariusz Adamczuk - Robert Dymkowski - Dariusz Gęsior - Kamil Grosicki - Przemysław Kaźmierczak - Marian Kielec - Mariusz Kuras - Marek Leśniak - Radosław Majdan - Grzegorz Mielcarski | - Marek Ostrowski - Jerzy Podbrożny - Leszek Wolski - Amaral - Brasília - Oleg Salenko - Alexander Kanișcev - Boris Peškovič - Claudio Milar - Dickson Choto |

## Antrenori
| - Jan Dixa (1950) - Kazimierz Chrostek (1951–52) - Zygmunt Czyżewski (1953) - Henryk Wielga (1954) - Michał Matyas (1955–56) - Florian Krygier (1956–58) - Edward Brzozowski (1959) - Florian Krygier (1960) - Edward Brzozowski (1960–61) - Zygmunt Czyżewski (1962–63) - Marian Suchogórski (1963–65) - Stefan Żywotko (1965–70) - Eugeniusz Ksol (1970) - Karel Kosarz (1970–72) - Edmund Zientara (1972–75) - Bogusław Hajdas (1975–77) - Aleksander Mandziara (1977–78) - Hubert Fiałkowski (1978) - Konstanty Pawlikaniec (1979) - Jerzy Kopa (1979–82) - Eugeniusz Ksol (1982–85) | - Maciej Hejn (1985) - Leszek Jezierski (1985–87) - Jan Jucha (1987–88) - Jerzy Jatczak (1988) - Lesław Ćmikiewicz (1 iulie 1988 – 10 aprilie 1989) - Eugeniusz Ksol (1989) - Włodzimierz Obst (1989–90) - Aleksander Brożyniak (1990) - Jerzy Jatczak (1990) - Eugeniusz Różański (1991–92) - Leszek Jezierski (1992) - Roman Szukiełowicz (1992–93) - Jerzy Kasalik (Dec 22, 1993–Dec 31, 1994) - Orest Lenczyk (Jan 1, 1995–1 iulie 1995) - Janusz Pekowski (1995–96) - Roman Szukiełowicz (1996–97) - Boguslaw Baniak (1 iulie 1997 – 7 aprilie 1999) - Albin Mikulski (1 iulie 1999 – 16 aprilie 2000) - Mariusz Kuras (17 aprilie 2000 – 30 iunie 2000) - Edward Lorens (20 iulie 2000 – 29 aprilie 2001) - Mariusz Kuras (29 aprilie 2001 – 14 iunie 2002) | - Albin Mikulski (14 iunie 2002–Sept 3, 2002) - Jerzy Wyrobek (Sept 4, 2002–1 iulie 2003) - Boguslaw Baniak (1 iulie 2003 – 1 iulie 2004) - Pavel Malura (1 iulie 2004–Aug 9, 2004) - Bohumil Panik (Oct 8, 2004–18 aprilie 2005) - Boguslaw Pietrzak (11 mai 2005–Aug 23, 2005) - Bohumil Panik (Aug 2005–Feb 06) - José Carlos Serrão (Dec 15, 2005–1 martie 2006) - Bohumil Panik (March 2006–April 6) - Mariusz Kuras (18 aprilie 2006–Dec 11, 2006) - Libor Pala (Dec 21, 2006–21 martie 2007) - Boguslaw Baniak (21 martie 2007 – 30 iunie 2007) - Marcin Kaczmarek (July 2007–Dec 07) - Mariusz Kuras (Dec 30, 2007–Sept 15, 2008) - Piotr Mandrysz (Sept 15, 2008–Aug 17, 2010) - Maciej Stolarczyk (Aug 17, 2010–Nov 9, 2010) - Artur Platek (Nov 10, 2010–30 iunie 2011) - Marcin Sasal (30 mai 2011 – 10 aprilie 2012) - Ryszard Tarasiewicz (10 aprilie 2012 – 30 iunie 2012) - Artur Skowronek (1 iulie 2012 – 19 martie 2013) - Dariusz Wdowczyk (20 martie 2013–) |